# Акти мучеників
Акти мучеників  (лат. Acta martyrum) – документи, в яких наводяться рішення римського суду про засудження на страту християн. Слід відрізняти Акти мучеників від Страстей (Passiones), тобто оповідань про останні дні мучеників, і від Житій (Legendae), де легендарні елементи переплітаються з історичною реальністю. В Актах мучеників  містяться повідомлення про допити мучеників суддями. Після того як християнство стало офіційною  релігією Римської імперії, був відкритий доступ в державні архіви для ознайомлення з Актами мучеників.
Найменування Acta martyrum і Acta sanctorum вживаються, як синоніми, хоча перші давніші, і "криваві свідчення" за віру відрізняються від благочестивого, аскетичного прожитого життя в звичайних умовах.
Як найдавніші і справжні джерела для історії давньохристиянських мучеників вважаються офіційні протоколи, які зберігалися в архівах проконсулів або інших римських судилищ про допити над ними і вироки над ними. Такі римські (язичницькі) процесуальні акти (проконсульські акти або судові записи) (Acta proconsularia, praesidialia, judiciaria) в своєму незмінному прототипі в оригіналі не дійшли до нас, але не мало оповідань про мучеників є написано християнськими авторами, і включає їх , або містить витяг з них, - це цінне історичне зерно. Наприклад, в передмові до актів про постраждалих при Діоклетиані в 304 р. мучеників - Тарраті, Пробі і Андроникові йдеться, що автор купив за дорогу ціну - 200 динарів - потрібні акти у одного з офіційних чиновників. 
Суди над християнами як правило відбувалися публічно; при цьому записувались показання свідків. Суди складались з одного, двох і більше засідань. Обвинуваченому надавався час для зречення від християнської віри. Якщо обвинувачений все ж називав себе християнином, представник римської влади виголошував вирок, який записував секретар, публічно оголошував обвинуваченому і його негайно виконували. Якщо обвинувачений не був мешканцем столиці, готували протокол і досьє, щоб передати його наміснику провінції. Намісник міг вести справу закрито, у своєму кабінеті (in secretario)  чи на публічному засіданні (pro tribunali). Розслідування могло включати тортури (quaesitio per tormenta).
У богослужінні Акти мучеників  виконували функцію літургійного читання; вони починалися з дати згідно римського місяця і року правління консулів. Християнська версія тексту додає заголовок або передмову, в яких обвинувачений називається мучеником або блаженним мучеником. У тексті, що є скороченням судового першоджерела, підкреслюється християнський характер відповідей обвинуваченого, доклад доповнюється розповіддю про виконання вироку. На закінчення наводиться текст, який прославляє мученика.
Латинські Акти мучеників, як правило, точно відтворюють судові акти і збереглися в редакції IV ст. Грецькі Акти мучеників, крім актів Юстина і частково Аполлонія, виявляють розвиток у бік літературно оброблених Страстей (Passiones).
Заслуговує також уваги в оповіданнях про мучеників ті, мучеництва, що спиралися на офіційні джерела, часто з'являлися у вигляді листів якої-небудь громади або єпископа її до інших громадам або іншим будь-яким адресатам про християнина, частково у вигляді повчальних оповідань (gesta miartyrum, passiones) для власного вживання певною громадою.
1. Так, наприклад, про Passio Polycarpi, повідомляється в листі громади Смирни до громади Фригійської в Филомелі, - листі збереженому у Євсевія (Ц. І. IV, 15) та в 5 грецьких манускриптах.
2. Epistola ecclesiarum Viennensis et Lugdunensis до християн Азії, Фракії про гоніння на них при Марку Аврелії в 177 р. (Євсевій Кесарійський. Ц. І. V, 1-2).
3. Листи Діонісія Олександрійського та інших єгипетських християн про перенесені страждання під час Декієвих гонінь (у ЄВС. Ц. І. VI, 41-42).
4. Далі в багатьох листах Кипріяна містяться розповіді про сповідників і мучеників північної Африки (особ. Ер. XX, XXI, XXII, XXXIX, XXVII, XL і ін.).

Склад мученицької літератури в західних Церквах, особливо в римській, як свідчить Liber pontificalis, був набагато більшим і складнішим. Там записи велися відомими церковними писарями, як вони і позначаються "Scripta notariorum ecclesiae". Також цей рід літератури, з якого відомі Рюінартовскі збори запозичує більшість свого змісту (всього 106 муч.), В своїх головних частинах сходить до дуже давнього часу:
1. до часу Марка Аврелія - Acta s. Justini philosophi et martyris і його співтоваришів; майже з того ж часу Acta Carpi, Papyli et Agathonicae пор. . IV. 15, 48; у Harnack'a Texte und Untersuch. B. III, s. 433;
2. до часу Коммода і Септимія Севера:
  1. passio sanctorum scilitanorum (180 р. VII, 17) при проконсулі Вігілії Сатурніну - шість християн - Сперат, Нарцал, Ціттік, Доната, Секунда і вести. Текст відрізняється стислістю і строгою об'єктивністю (останнє видання Uscher 1889);
  2. Acta Apollonii одного знатного християнина, сповідав свою віру в великій промові в сенаті, перед суддею перенісши і усіченого мечем (185 м), що згадується у Євсевія - V, 21 і у Ієроніма De vir. illustr. 42.,
  3. Passio SS. Perpetuae et Felicitatis, в двох редакціях переданий розповідь про мучеництво в 203, VII, ймовірно, в Карфагені, 5 катекумен - Перпетуї, Феліцітата, Револоти, Сатурн і Сатурніна.
3. До Декіо-Валеріановскому часу належать мучеництва Піонія (Єві. IV, 15, 47), Ахація, Максима, Лукіана і Маркиона, єп. Фруктуоз і його двох дияконів - Авгур і Євлогія, і особливо розповідь про знаменитого мученика Кіпріану.
4. За 20-річний період від Діоклетіана до смерті Лікінія (304-324 р) було багато вбитих християн; про них, за утратою Евсевіева Зборів, є сумнівні оповіді - Див. Preuschen, Texte und Untersuch. і Harnack, Geschichte der altchrist. Literatur +1894, s. 807-837.

Що стосується такого роду мученицької літератури, яка не ґрунтується на справжніх мученицьких актах, то вона перевершує за кількістю в дуже значній мірі Acta sincera, втім містить, разом з легендою, в більшій чи меншій мірі і історичне зерно. За часом подібна література простягається багато вперед, ніж справжні акти; вона включає в себе майже весь пишно розрісся матеріал апостольської легенди. У зміст її входить, наприклад, мучеництво св. Ігнатія богоносця, що збереглося в двох редакціях - Martyrium Colbertinum et Vaticanum; весь цей матеріал з'явився тільки в IV і V столітті; багато в ньому заперечується. До цієї ж літературі належать Acta Nerei et Achillei, Passio Felicitatis et septem filiorum, Acta Cypriani et Justini і інші.
Зборів мученицьких актів для цілей повчання - окремих чи осіб, або цілих громад - повинні були початися ще в найдавніші часи. Так і було. Початковому варіанті їх були календарі , що фіксували дні пам'яті мучеників однієї громади, або декількох. На існування таких Calendaria(Також Diptycha) вказує кілька разів св. Кипріян (ер. 12, 39). З вказівок Арнобія (IV, 36) та Пруденція (Peristeph. 1, 24) можна зробити висновок про існування мучеництва в календарній формі в західних Церквах далеко в доконстантіновское час. З плином часу, календарні рамки значно розширюються - починається більш-менш докладний виклад обставин смерті мученика. Мабуть, перший зайнявся цією справою Євсевій Кесарійський; у нього було два твори про мучеників: одна велика робота, яка носила Назва Αρχαίων μαρτυρίων συναγωγή (або αναγραφή - не дійшло до нас. Вказівки на неї містяться в Ц.І. Євсевія (IV, 15, 47; V prooem. V, 4, 3, і V, 21,5). Цей твір намагалося об'єднати весь мартирологічного матеріал древньої Церкви (пор. Harnack, Gesch. I, 808).
В кінці VI століття, цього твору не було ні в Олександрії, ні в Римі (Григорій Великий epist VIII, 29). Інше - коротке його твір про палестинських мучеників часів Діоклетіана збереглося до нас. На початку VIII книги Ц.І. Євсевія йому дається зміст Σύγγραμμα περι των εν Παλαιστίνη μαρτυρησάντων. Обидва роду мартирологічного збірок і календарно-статистичний жанр і культивована Євсевієм розлоге виклад історії мучеників утвердилися в літературі наступних часів.
Acta martyrum . Розповіді про кінець життя християнських мучеників виробляли здавна особливу чарівність на верующее серце. Ще з давніх-давен намагалися вшанувати річний день смерті мученика через святкове богослужіння (Mart. S. Polyc. XVIII, 3) і часто було читано в подібних випадках зображення мучеництва (Acta ss. Perpet. Et Felic. I, 21). Уже Євсевій зробив повне зібрання мученицьких актів, які відомі тепер тільки з цитат (Єві. Ц. І. IV, 15,47; V proem.). Збережені досі звістки про мучеників перших століть можна розділити на три групи: 
- Одні є службовими документами (Amtliche Urkunden),  протоколи отримані від судових писарів (acta, gesta),  передані або оброблені в формі або характері повчальних читань.

- Інші записи (Aufzeichnungen) свідки очей або вух (passiones), які не мають відбитка офіційного суду, але претендують на повну високу оцінку історика.

- Третю групу утворюють розповіді пізнішої дати, які частково розширюють древній ескіз (Vorlage) і прикрашають, почасти більш-менш спираються на вільні вигадки.

Найдавніші акти лежать в окружному посланні громади Смирні про мучеництво їх 86-річного сина Полікарпа, 22 лютого 156 року, і деяких інших християн Смирни.